# Liste des planètes mineures (737001-738000)
Voici la liste des planètes mineures numérotées de 737001 à 738000. Les planètes mineures sont numérotées lorsque leur orbite est confirmée, ce qui peut parfois se produire longtemps après leur découverte. Elles sont classées ici par leur numéro.

## Planètes mineures 737001 à 738000
- (737001) 2015 YK24
- (737002) 2015 YM24
- (737003) 2015 YA26
- (737004) 2015 YZ26
- (737005) 2015 YA27
- (737006) 2015 YB27
- (737007) 2015 YZ29
- (737008) 2015 YH36
- (737009) 2016 AY
- (737010) 2016 AM1
- (737011) 2016 AX4
- (737012) 2016 AM5
- (737013) 2016 AB6
- (737014) 2016 AT7
- (737015) 2016 AG10
- (737016) 2016 AO10
- (737017) 2016 AL11
- (737018) 2016 AZ12
- (737019) 2016 AH13
- (737020) 2016 AP16
- (737021) 2016 AX17
- (737022) 2016 AZ18
- (737023) 2016 AR19
- (737024) 2016 AC23
- (737025) 2016 AC26
- (737026) 2016 AL26
- (737027) 2016 AM29
- (737028) Steinbring
- (737029) 2016 AX29
- (737030) 2016 AA30
- (737031) 2016 AQ31
- (737032) 2016 AZ31
- (737033) 2016 AJ33
- (737034) 2016 AU34
- (737035) 2016 AE36
- (737036) 2016 AA39
- (737037) 2016 AG39
- (737038) 2016 AZ42
- (737039) 2016 AF43
- (737040) 2016 AC44
- (737041) 2016 AW45
- (737042) 2016 AE46
- (737043) 2016 AZ46
- (737044) 2016 AX47
- (737045) 2016 AN48
- (737046) 2016 AO49
- (737047) 2016 AE50
- (737048) 2016 AR50
- (737049) 2016 AE54
- (737050) 2016 AV54
- (737051) 2016 AG55
- (737052) 2016 AO55
- (737053) 2016 AB56
- (737054) 2016 AD56
- (737055) 2016 AE57
- (737056) 2016 AJ59
- (737057) 2016 AW60
- (737058) 2016 AM61
- (737059) 2016 AO61
- (737060) 2016 AX62
- (737061) 2016 AC68
- (737062) 2016 AF71
- (737063) 2016 AW72
- (737064) 2016 AW73
- (737065) 2016 AE75
- (737066) 2016 AM75
- (737067) 2016 AT75
- (737068) 2016 AJ78
- (737069) 2016 AP78
- (737070) 2016 AC79
- (737071) 2016 AW79
- (737072) 2016 AZ79
- (737073) 2016 AG80
- (737074) 2016 AN80
- (737075) 2016 AU81
- (737076) 2016 AE82
- (737077) 2016 AR83
- (737078) 2016 AK84
- (737079) 2016 AN84
- (737080) 2016 AZ86
- (737081) 2016 AG87
- (737082) 2016 AC88
- (737083) 2016 AQ89
- (737084) 2016 AX90
- (737085) 2016 AR91
- (737086) 2016 AU92
- (737087) 2016 AO94
- (737088) 2016 AB95
- (737089) 2016 AJ95
- (737090) 2016 AR97
- (737091) 2016 AU98
- (737092) 2016 AE99
- (737093) 2016 AO99
- (737094) 2016 AJ101
- (737095) 2016 AW105
- (737096) 2016 AH106
- (737097) 2016 AG107
- (737098) 2016 AC108
- (737099) 2016 AU109
- (737100) 2016 AR112
- (737101) 2016 AF113
- (737102) 2016 AD115
- (737103) 2016 AA117
- (737104) 2016 AN118
- (737105) 2016 AL119
- (737106) 2016 AV119
- (737107) 2016 AL121
- (737108) 2016 AQ122
- (737109) 2016 AV123
- (737110) 2016 AP124
- (737111) 2016 AS125
- (737112) 2016 AK126
- (737113) 2016 AQ126
- (737114) 2016 AW129
- (737115) 2016 AN130
- (737116) 2016 AY131
- (737117) 2016 AZ135
- (737118) 2016 AO137
- (737119) 2016 AZ137
- (737120) 2016 AC138
- (737121) 2016 AW138
- (737122) 2016 AO140
- (737123) 2016 AC141
- (737124) 2016 AK141
- (737125) 2016 AL141
- (737126) 2016 AO141
- (737127) 2016 AB142
- (737128) 2016 AG142
- (737129) 2016 AZ142
- (737130) 2016 AJ146
- (737131) 2016 AL148
- (737132) 2016 AL149
- (737133) 2016 AD155
- (737134) 2016 AB158
- (737135) 2016 AX159
- (737136) 2016 AO161
- (737137) 2016 AD162
- (737138) 2016 AJ162
- (737139) 2016 AT166
- (737140) 2016 AY167
- (737141) 2016 AB170
- (737142) 2016 AD170
- (737143) 2016 AO170
- (737144) 2016 AU170
- (737145) 2016 AY170
- (737146) 2016 AD171
- (737147) 2016 AD173
- (737148) 2016 AF173
- (737149) 2016 AL174
- (737150) 2016 AU176
- (737151) 2016 AF177
- (737152) 2016 AU179
- (737153) 2016 AL180
- (737154) 2016 AX182
- (737155) 2016 AQ183
- (737156) 2016 AG184
- (737157) 2016 AX184
- (737158) 2016 AJ188
- (737159) 2016 AG190
- (737160) 2016 AD191
- (737161) 2016 AR191
- (737162) 2016 AG192
- (737163) 2016 AT200
- (737164) 2016 AW203
- (737165) 2016 AO206
- (737166) 2016 AU206
- (737167) 2016 AS209
- (737168) 2016 AA210
- (737169) 2016 AD210
- (737170) 2016 AD216
- (737171) 2016 AE216
- (737172) 2016 AA217
- (737173) 2016 AB217
- (737174) 2016 AS217
- (737175) 2016 AV217
- (737176) 2016 AW217
- (737177) 2016 AQ218
- (737178) 2016 AM219
- (737179) 2016 AO219
- (737180) 2016 AP219
- (737181) 2016 AS219
- (737182) 2016 AH220
- (737183) 2016 AN221
- (737184) 2016 AN223
- (737185) 2016 AW223
- (737186) 2016 AL224
- (737187) 2016 AU224
- (737188) 2016 AW224
- (737189) 2016 AX225
- (737190) 2016 AK226
- (737191) 2016 AM226
- (737192) 2016 AU226
- (737193) 2016 AE228
- (737194) 2016 AH228
- (737195) 2016 AP229
- (737196) 2016 AR229
- (737197) 2016 AS229
- (737198) 2016 AW229
- (737199) 2016 AZ229
- (737200) 2016 AB230
- (737201) 2016 AC230
- (737202) 2016 AE230
- (737203) 2016 AG230
- (737204) 2016 AJ230
- (737205) 2016 AV232
- (737206) 2016 AE233
- (737207) 2016 AF233
- (737208) 2016 AO233
- (737209) 2016 AS233
- (737210) 2016 AZ233
- (737211) 2016 AL234
- (737212) 2016 AQ234
- (737213) 2016 AA235
- (737214) 2016 AB235
- (737215) 2016 AP235
- (737216) 2016 AQ235
- (737217) 2016 AP236
- (737218) 2016 AZ236
- (737219) 2016 AP237
- (737220) 2016 AT238
- (737221) 2016 AG239
- (737222) 2016 AO240
- (737223) 2016 AZ241
- (737224) 2016 AE242
- (737225) 2016 AF242
- (737226) 2016 AX242
- (737227) 2016 AZ242
- (737228) 2016 AT243
- (737229) 2016 AZ245
- (737230) 2016 AM246
- (737231) 2016 AX247
- (737232) 2016 AF248
- (737233) 2016 AL248
- (737234) 2016 AZ249
- (737235) 2016 AC250
- (737236) 2016 AH251
- (737237) 2016 AW252
- (737238) 2016 AQ254
- (737239) 2016 AU254
- (737240) 2016 AF255
- (737241) 2016 AW255
- (737242) 2016 AA257
- (737243) 2016 AM257
- (737244) 2016 AV257
- (737245) 2016 AR259
- (737246) 2016 AJ261
- (737247) 2016 AW261
- (737248) 2016 AZ261
- (737249) 2016 AG262
- (737250) 2016 AF263
- (737251) 2016 AM264
- (737252) 2016 AW264
- (737253) 2016 AE266
- (737254) 2016 AC267
- (737255) 2016 AZ267
- (737256) 2016 AJ268
- (737257) 2016 AK268
- (737258) 2016 AY268
- (737259) 2016 AZ270
- (737260) 2016 AE272
- (737261) 2016 AU274
- (737262) 2016 AA275
- (737263) 2016 AP275
- (737264) 2016 AG276
- (737265) 2016 AN276
- (737266) 2016 AL278
- (737267) 2016 AM278
- (737268) 2016 AA298
- (737269) 2016 AZ301
- (737270) 2016 AM304
- (737271) 2016 AS305
- (737272) 2016 AT305
- (737273) 2016 AX305
- (737274) 2016 AE306
- (737275) 2016 AC311
- (737276) 2016 AK321
- (737277) 2016 AO329
- (737278) 2016 AF331
- (737279) 2016 AB336
- (737280) 2016 AM343
- (737281) 2016 AP343
- (737282) 2016 AW344
- (737283) 2016 AZ349
- (737284) 2016 AC350
- (737285) 2016 AJ350
- (737286) 2016 AE360
- (737287) 2016 AA361
- (737288) 2016 AP364
- (737289) 2016 AU368
- (737290) 2016 AR370
- (737291) 2016 AG371
- (737292) 2016 AT372
- (737293) 2016 AN380
- (737294) 2016 AK384
- (737295) 2016 BD
- (737296) 2016 BN3
- (737297) 2016 BU3
- (737298) 2016 BY4
- (737299) 2016 BF6
- (737300) 2016 BJ9
- (737301) 2016 BU9
- (737302) 2016 BF12
- (737303) 2016 BK23
- (737304) 2016 BV23
- (737305) 2016 BB24
- (737306) 2016 BD25
- (737307) 2016 BF25
- (737308) 2016 BG28
- (737309) 2016 BH28
- (737310) 2016 BW28
- (737311) 2016 BX28
- (737312) 2016 BO30
- (737313) 2016 BB31
- (737314) 2016 BX32
- (737315) 2016 BT35
- (737316) 2016 BC36
- (737317) 2016 BN37
- (737318) 2016 BQ38
- (737319) 2016 BG39
- (737320) 2016 BB40
- (737321) 2016 BU42
- (737322) 2016 BQ45
- (737323) 2016 BT45
- (737324) 2016 BL46
- (737325) 2016 BC47
- (737326) 2016 BV48
- (737327) 2016 BO49
- (737328) 2016 BB50
- (737329) 2016 BR55
- (737330) 2016 BN58
- (737331) 2016 BK62
- (737332) 2016 BC65
- (737333) 2016 BR66
- (737334) 2016 BJ67
- (737335) 2016 BD68
- (737336) 2016 BO68
- (737337) 2016 BQ68
- (737338) 2016 BF70
- (737339) 2016 BQ70
- (737340) 2016 BH71
- (737341) 2016 BL71
- (737342) 2016 BO71
- (737343) 2016 BU73
- (737344) 2016 BW74
- (737345) 2016 BK75
- (737346) 2016 BT75
- (737347) 2016 BD76
- (737348) 2016 BY77
- (737349) 2016 BD78
- (737350) 2016 BL79
- (737351) 2016 BL80
- (737352) 2016 BQ80
- (737353) 2016 BM84
- (737354) 2016 BT87
- (737355) 2016 BX87
- (737356) 2016 BY87
- (737357) 2016 BF88
- (737358) 2016 BP88
- (737359) 2016 BW88
- (737360) 2016 BG90
- (737361) 2016 BH90
- (737362) 2016 BB91
- (737363) 2016 BC91
- (737364) 2016 BE94
- (737365) 2016 BT94
- (737366) 2016 BY94
- (737367) 2016 BL95
- (737368) 2016 BJ96
- (737369) 2016 BM96
- (737370) 2016 BN97
- (737371) 2016 BB100
- (737372) 2016 BH100
- (737373) 2016 BE101
- (737374) 2016 BH101
- (737375) 2016 BM102
- (737376) 2016 BS103
- (737377) 2016 BT103
- (737378) 2016 BU103
- (737379) 2016 BB104
- (737380) 2016 BH104
- (737381) 2016 BU104
- (737382) 2016 BM116
- (737383) 2016 BH122
- (737384) 2016 BM124
- (737385) 2016 BQ131
- (737386) 2016 BP135
- (737387) 2016 CO
- (737388) 2016 CD1
- (737389) 2016 CQ1
- (737390) 2016 CT1
- (737391) 2016 CW2
- (737392) 2016 CO8
- (737393) 2016 CE9
- (737394) 2016 CU9
- (737395) 2016 CG10
- (737396) 2016 CK10
- (737397) 2016 CQ10
- (737398) 2016 CG11
- (737399) 2016 CR11
- (737400) 2016 CX11
- (737401) 2016 CP13
- (737402) 2016 CZ13
- (737403) 2016 CD15
- (737404) 2016 CE15
- (737405) 2016 CN15
- (737406) 2016 CP17
- (737407) 2016 CU20
- (737408) 2016 CJ21
- (737409) 2016 CK23
- (737410) 2016 CN24
- (737411) 2016 CV24
- (737412) 2016 CP28
- (737413) 2016 CZ28
- (737414) 2016 CU31
- (737415) 2016 CM33
- (737416) 2016 CZ35
- (737417) 2016 CH38
- (737418) 2016 CP38
- (737419) 2016 CU38
- (737420) 2016 CW38
- (737421) 2016 CJ40
- (737422) 2016 CL44
- (737423) 2016 CP44
- (737424) 2016 CB45
- (737425) 2016 CL46
- (737426) 2016 CB48
- (737427) 2016 CA49
- (737428) 2016 CJ54
- (737429) 2016 CP54
- (737430) 2016 CH58
- (737431) 2016 CE59
- (737432) 2016 CF59
- (737433) 2016 CX60
- (737434) 2016 CJ61
- (737435) 2016 CM61
- (737436) 2016 CH64
- (737437) 2016 CF65
- (737438) 2016 CV65
- (737439) 2016 CF66
- (737440) 2016 CJ66
- (737441) 2016 CL66
- (737442) 2016 CO66
- (737443) 2016 CN69
- (737444) 2016 CJ70
- (737445) 2016 CD71
- (737446) 2016 CW71
- (737447) 2016 CV73
- (737448) 2016 CY73
- (737449) 2016 CR80
- (737450) 2016 CC82
- (737451) 2016 CJ82
- (737452) 2016 CL83
- (737453) 2016 CL85
- (737454) 2016 CA86
- (737455) 2016 CW86
- (737456) 2016 CA89
- (737457) 2016 CR89
- (737458) 2016 CJ91
- (737459) 2016 CN93
- (737460) 2016 CT97
- (737461) 2016 CZ97
- (737462) 2016 CS98
- (737463) 2016 CD100
- (737464) 2016 CX101
- (737465) 2016 CA104
- (737466) 2016 CF105
- (737467) 2016 CH107
- (737468) 2016 CF108
- (737469) 2016 CK108
- (737470) 2016 CM109
- (737471) 2016 CR109
- (737472) 2016 CR112
- (737473) 2016 CC113
- (737474) 2016 CM113
- (737475) 2016 CN115
- (737476) 2016 CA116
- (737477) 2016 CQ116
- (737478) 2016 CG117
- (737479) 2016 CH118
- (737480) 2016 CU119
- (737481) 2016 CP120
- (737482) 2016 CL123
- (737483) 2016 CL125
- (737484) 2016 CU125
- (737485) 2016 CV126
- (737486) 2016 CY128
- (737487) 2016 CS129
- (737488) 2016 CV129
- (737489) 2016 CS138
- (737490) 2016 CT138
- (737491) 2016 CZ139
- (737492) 2016 CR140
- (737493) 2016 CV141
- (737494) 2016 CU142
- (737495) 2016 CX142
- (737496) 2016 CT143
- (737497) 2016 CA144
- (737498) 2016 CZ146
- (737499) 2016 CM147
- (737500) 2016 CD150
- (737501) 2016 CH150
- (737502) 2016 CV150
- (737503) 2016 CL152
- (737504) 2016 CQ156
- (737505) 2016 CT156
- (737506) 2016 CZ156
- (737507) 2016 CG157
- (737508) 2016 CM161
- (737509) 2016 CU162
- (737510) 2016 CN167
- (737511) 2016 CM168
- (737512) 2016 CQ168
- (737513) 2016 CK170
- (737514) 2016 CC174
- (737515) 2016 CP176
- (737516) 2016 CL177
- (737517) 2016 CG181
- (737518) 2016 CP181
- (737519) 2016 CJ184
- (737520) 2016 CU184
- (737521) 2016 CH185
- (737522) 2016 CL185
- (737523) 2016 CZ185
- (737524) 2016 CG186
- (737525) 2016 CY186
- (737526) 2016 CO188
- (737527) 2016 CY188
- (737528) 2016 CK189
- (737529) 2016 CL190
- (737530) 2016 CB191
- (737531) 2016 CU192
- (737532) 2016 CW195
- (737533) 2016 CH198
- (737534) 2016 CQ198
- (737535) 2016 CQ199
- (737536) 2016 CH204
- (737537) 2016 CO204
- (737538) 2016 CG205
- (737539) 2016 CM205
- (737540) 2016 CV205
- (737541) 2016 CC207
- (737542) 2016 CJ207
- (737543) 2016 CP207
- (737544) 2016 CG208
- (737545) 2016 CO208
- (737546) 2016 CQ208
- (737547) 2016 CY209
- (737548) 2016 CL210
- (737549) 2016 CK211
- (737550) 2016 CN211
- (737551) 2016 CA212
- (737552) 2016 CP212
- (737553) 2016 CS212
- (737554) 2016 CX215
- (737555) 2016 CD216
- (737556) 2016 CN216
- (737557) 2016 CR216
- (737558) 2016 CS216
- (737559) 2016 CY217
- (737560) 2016 CR218
- (737561) 2016 CD224
- (737562) 2016 CU224
- (737563) 2016 CG225
- (737564) 2016 CV226
- (737565) 2016 CH227
- (737566) 2016 CX227
- (737567) 2016 CV230
- (737568) 2016 CW230
- (737569) 2016 CS231
- (737570) 2016 CL232
- (737571) 2016 CD234
- (737572) 2016 CH234
- (737573) 2016 CK234
- (737574) 2016 CD235
- (737575) 2016 CU235
- (737576) 2016 CW235
- (737577) 2016 CX238
- (737578) 2016 CJ239
- (737579) 2016 CT240
- (737580) 2016 CF242
- (737581) 2016 CP243
- (737582) 2016 CS245
- (737583) 2016 CC250
- (737584) 2016 CF250
- (737585) 2016 CP253
- (737586) 2016 CN254
- (737587) 2016 CF256
- (737588) 2016 CH256
- (737589) 2016 CC259
- (737590) 2016 CV259
- (737591) 2016 CN260
- (737592) 2016 CE261
- (737593) 2016 CG261
- (737594) 2016 CP261
- (737595) 2016 CT261
- (737596) 2016 CV261
- (737597) 2016 CN262
- (737598) 2016 CS263
- (737599) 2016 CZ263
- (737600) 2016 CV264
- (737601) 2016 CA272
- (737602) 2016 CK272
- (737603) 2016 CS272
- (737604) 2016 CB273
- (737605) 2016 CR274
- (737606) 2016 CP275
- (737607) 2016 CG276
- (737608) 2016 CH278
- (737609) 2016 CO278
- (737610) 2016 CQ278
- (737611) 2016 CF279
- (737612) 2016 CJ279
- (737613) 2016 CG280
- (737614) 2016 CJ282
- (737615) 2016 CS282
- (737616) 2016 CA283
- (737617) 2016 CD283
- (737618) 2016 CR283
- (737619) 2016 CS283
- (737620) 2016 CU283
- (737621) 2016 CX283
- (737622) 2016 CL284
- (737623) 2016 CY284
- (737624) 2016 CP286
- (737625) 2016 CQ286
- (737626) 2016 CS286
- (737627) 2016 CD287
- (737628) 2016 CY287
- (737629) 2016 CA288
- (737630) 2016 CB288
- (737631) 2016 CG288
- (737632) 2016 CJ288
- (737633) 2016 CK288
- (737634) 2016 CT289
- (737635) 2016 CX290
- (737636) 2016 CP291
- (737637) 2016 CQ291
- (737638) 2016 CR292
- (737639) 2016 CP293
- (737640) 2016 CM294
- (737641) 2016 CT295
- (737642) 2016 CO296
- (737643) 2016 CJ297
- (737644) 2016 CN297
- (737645) 2016 CM298
- (737646) 2016 CB299
- (737647) 2016 CO299
- (737648) 2016 CV299
- (737649) 2016 CL301
- (737650) 2016 CU301
- (737651) 2016 CW301
- (737652) 2016 CD302
- (737653) 2016 CN302
- (737654) 2016 CD305
- (737655) 2016 CM305
- (737656) 2016 CE307
- (737657) 2016 CJ307
- (737658) 2016 CT307
- (737659) 2016 CO309
- (737660) 2016 CB310
- (737661) 2016 CS311
- (737662) 2016 CP313
- (737663) 2016 CA314
- (737664) 2016 CS315
- (737665) 2016 CX316
- (737666) 2016 CZ316
- (737667) 2016 CH317
- (737668) 2016 CX317
- (737669) 2016 CW319
- (737670) 2016 CF320
- (737671) 2016 CZ320
- (737672) 2016 CZ322
- (737673) 2016 CC323
- (737674) 2016 CD325
- (737675) 2016 CH340
- (737676) 2016 CJ340
- (737677) 2016 CM340
- (737678) 2016 CO340
- (737679) 2016 CU340
- (737680) 2016 CC348
- (737681) 2016 CW350
- (737682) 2016 CT367
- (737683) 2016 CB373
- (737684) 2016 CN376
- (737685) 2016 CY384
- (737686) 2016 CS396
- (737687) 2016 DK6
- (737688) 2016 DJ10
- (737689) 2016 DL11
- (737690) 2016 DH13
- (737691) 2016 DA16
- (737692) 2016 DR16
- (737693) 2016 DM17
- (737694) 2016 DF18
- (737695) 2016 DC21
- (737696) 2016 DD22
- (737697) 2016 DC23
- (737698) 2016 DL23
- (737699) 2016 DM24
- (737700) 2016 DX24
- (737701) 2016 DW26
- (737702) 2016 DZ26
- (737703) 2016 DF27
- (737704) 2016 DR27
- (737705) 2016 DQ28
- (737706) 2016 DT32
- (737707) 2016 DA33
- (737708) 2016 DA35
- (737709) 2016 DE41
- (737710) 2016 DF43
- (737711) 2016 DK43
- (737712) 2016 ED3
- (737713) 2016 EH3
- (737714) 2016 EA4
- (737715) 2016 EP5
- (737716) 2016 EF6
- (737717) 2016 ES7
- (737718) 2016 EW8
- (737719) 2016 ES9
- (737720) 2016 EF10
- (737721) 2016 EK12
- (737722) 2016 EU12
- (737723) 2016 EE16
- (737724) 2016 EZ16
- (737725) 2016 EH17
- (737726) 2016 EE20
- (737727) 2016 EU23
- (737728) 2016 EZ23
- (737729) 2016 EH25
- (737730) 2016 EA26
- (737731) 2016 ED30
- (737732) 2016 EH30
- (737733) 2016 EU30
- (737734) 2016 EY30
- (737735) 2016 EC31
- (737736) 2016 EY31
- (737737) 2016 EJ34
- (737738) 2016 EB38
- (737739) 2016 EG38
- (737740) 2016 ER43
- (737741) 2016 EV46
- (737742) 2016 EB48
- (737743) 2016 EN48
- (737744) 2016 EQ48
- (737745) 2016 EU51
- (737746) 2016 EG52
- (737747) 2016 ES53
- (737748) 2016 EY56
- (737749) 2016 EA57
- (737750) 2016 EF57
- (737751) 2016 EM60
- (737752) 2016 EJ61
- (737753) 2016 EV61
- (737754) 2016 ES62
- (737755) 2016 ES64
- (737756) 2016 EX66
- (737757) 2016 EY67
- (737758) 2016 EE68
- (737759) 2016 EM68
- (737760) 2016 ES68
- (737761) 2016 EC69
- (737762) 2016 EB70
- (737763) 2016 ER70
- (737764) 2016 EN71
- (737765) 2016 EY71
- (737766) 2016 ET72
- (737767) 2016 EZ72
- (737768) 2016 EN73
- (737769) 2016 ES73
- (737770) 2016 EK74
- (737771) 2016 EQ74
- (737772) 2016 EL76
- (737773) 2016 EX76
- (737774) 2016 EG77
- (737775) 2016 EO77
- (737776) 2016 ET77
- (737777) 2016 EV78
- (737778) 2016 EM79
- (737779) 2016 EW79
- (737780) 2016 EE80
- (737781) 2016 EL80
- (737782) 2016 EP82
- (737783) 2016 ET88
- (737784) 2016 EX88
- (737785) 2016 EF89
- (737786) 2016 ET90
- (737787) 2016 EX90
- (737788) 2016 EE92
- (737789) 2016 EU94
- (737790) 2016 EX94
- (737791) 2016 EL97
- (737792) 2016 EP97
- (737793) 2016 EV97
- (737794) 2016 EG98
- (737795) 2016 EV98
- (737796) 2016 ES99
- (737797) 2016 EV99
- (737798) 2016 EW100
- (737799) 2016 EO101
- (737800) 2016 EZ103
- (737801) 2016 EG104
- (737802) 2016 ES105
- (737803) 2016 EN107
- (737804) 2016 EA108
- (737805) 2016 EU109
- (737806) 2016 EA110
- (737807) 2016 ES110
- (737808) 2016 EZ111
- (737809) 2016 EE113
- (737810) 2016 EM116
- (737811) 2016 ET116
- (737812) 2016 ED117
- (737813) 2016 EN117
- (737814) 2016 ET117
- (737815) 2016 EZ118
- (737816) 2016 EM119
- (737817) 2016 EP120
- (737818) 2016 EY121
- (737819) 2016 EM122
- (737820) 2016 EL123
- (737821) 2016 EQ123
- (737822) 2016 EM124
- (737823) 2016 EO124
- (737824) 2016 EZ124
- (737825) 2016 EU128
- (737826) 2016 EE129
- (737827) 2016 EN131
- (737828) 2016 EN133
- (737829) 2016 EH135
- (737830) 2016 EV135
- (737831) 2016 EF139
- (737832) 2016 EW140
- (737833) 2016 EB143
- (737834) 2016 EX144
- (737835) 2016 EV146
- (737836) 2016 EZ147
- (737837) 2016 EC148
- (737838) 2016 EJ148
- (737839) 2016 EL148
- (737840) 2016 EW148
- (737841) 2016 EC149
- (737842) 2016 EM151
- (737843) 2016 EN153
- (737844) 2016 EC154
- (737845) 2016 EM154
- (737846) 2016 EN155
- (737847) 2016 EU156
- (737848) 2016 EZ159
- (737849) 2016 EQ161
- (737850) 2016 EV163
- (737851) 2016 EQ166
- (737852) 2016 EJ168
- (737853) 2016 EK169
- (737854) 2016 EK170
- (737855) 2016 EL171
- (737856) 2016 EN172
- (737857) 2016 EA174
- (737858) 2016 ET174
- (737859) 2016 EX175
- (737860) 2016 EN177
- (737861) 2016 EO177
- (737862) 2016 EZ177
- (737863) 2016 EN179
- (737864) 2016 EZ180
- (737865) 2016 EJ182
- (737866) 2016 EO187
- (737867) 2016 EG188
- (737868) 2016 ED189
- (737869) 2016 EV190
- (737870) 2016 ET191
- (737871) 2016 EO192
- (737872) 2016 EU192
- (737873) 2016 EM193
- (737874) 2016 EX194
- (737875) 2016 EJ196
- (737876) 2016 EL197
- (737877) 2016 EQ197
- (737878) 2016 EW198
- (737879) 2016 EE199
- (737880) 2016 EN199
- (737881) 2016 ET199
- (737882) 2016 EP201
- (737883) 2016 ET208
- (737884) 2016 EL211
- (737885) 2016 EM215
- (737886) 2016 EJ216
- (737887) 2016 EB217
- (737888) 2016 EW217
- (737889) 2016 EA218
- (737890) 2016 ED218
- (737891) 2016 EH218
- (737892) 2016 ET218
- (737893) 2016 ET219
- (737894) 2016 EK220
- (737895) 2016 EZ220
- (737896) 2016 EB221
- (737897) 2016 EU221
- (737898) 2016 EG223
- (737899) 2016 EX223
- (737900) 2016 EQ224
- (737901) 2016 ER225
- (737902) 2016 ED226
- (737903) 2016 EG226
- (737904) 2016 EL226
- (737905) 2016 EM226
- (737906) 2016 EL227
- (737907) 2016 EX228
- (737908) 2016 EK229
- (737909) 2016 EO230
- (737910) 2016 EV230
- (737911) 2016 EM231
- (737912) 2016 ER231
- (737913) 2016 EU231
- (737914) 2016 ET234
- (737915) 2016 EH237
- (737916) 2016 EU237
- (737917) 2016 EY238
- (737918) 2016 EX239
- (737919) 2016 EZ239
- (737920) 2016 EK240
- (737921) 2016 EZ240
- (737922) 2016 EM241
- (737923) 2016 ET244
- (737924) 2016 EW245
- (737925) 2016 EO248
- (737926) 2016 EE252
- (737927) 2016 EF265
- (737928) 2016 ES268
- (737929) 2016 EV274
- (737930) 2016 EX274
- (737931) 2016 EU283
- (737932) 2016 EV290
- (737933) 2016 ER291
- (737934) 2016 EG292
- (737935) 2016 EP292
- (737936) 2016 EE314
- (737937) 2016 EA319
- (737938) 2016 EW344
- (737939) 2016 FX
- (737940) 2016 FY
- (737941) 2016 FY4
- (737942) 2016 FB5
- (737943) 2016 FA7
- (737944) 2016 FD7
- (737945) 2016 FN9
- (737946) 2016 FV9
- (737947) 2016 FG10
- (737948) 2016 FH11
- (737949) 2016 FJ11
- (737950) 2016 FQ11
- (737951) 2016 FR16
- (737952) 2016 FS16
- (737953) 2016 FJ17
- (737954) 2016 FY17
- (737955) 2016 FW18
- (737956) 2016 FM19
- (737957) 2016 FU19
- (737958) 2016 FH20
- (737959) 2016 FT20
- (737960) 2016 FY21
- (737961) 2016 FZ22
- (737962) 2016 FD24
- (737963) 2016 FX25
- (737964) 2016 FC29
- (737965) 2016 FZ29
- (737966) 2016 FV30
- (737967) 2016 FW30
- (737968) 2016 FB31
- (737969) 2016 FO31
- (737970) 2016 FT31
- (737971) 2016 FC33
- (737972) 2016 FU33
- (737973) 2016 FB36
- (737974) 2016 FQ37
- (737975) 2016 FO38
- (737976) 2016 FE39
- (737977) 2016 FT40
- (737978) 2016 FW40
- (737979) 2016 FA41
- (737980) 2016 FX41
- (737981) 2016 FZ41
- (737982) 2016 FQ42
- (737983) 2016 FL44
- (737984) 2016 FW48
- (737985) 2016 FL49
- (737986) 2016 FV49
- (737987) 2016 FV52
- (737988) 2016 FD53
- (737989) 2016 FD55
- (737990) 2016 FM58
- (737991) 2016 FQ62
- (737992) 2016 FL64
- (737993) 2016 FR64
- (737994) 2016 FK65
- (737995) 2016 FP65
- (737996) 2016 FC67
- (737997) 2016 FH67
- (737998) 2016 FG71
- (737999) 2016 FN72
- (738000) 2016 FF75